# Ishaq Ier Jakéli
Ishaq Ier Jakéli (mort en 1750) est pacha d'Akhaltsikhé de 1701 à 1705, de 1708 à 1716, de 1718 à 1737 et enfin de 1744 à 1750. Il est également gouverneur ottoman du Karthli de 1727 à 1736.

## Biographie
Ishaq Ier est le fils de Yousouf II Jakéli, pacha d'Akhaltsikhé (1680-1690), issu de la famille féodale géorgienne des Jakéli ou Djaqéli qui continuait à gouverner le Samtskhé pour le compte de l'Empire ottoman depuis sa conversion à l'islam au début du XVIIe siècle.
Ishaq Ier réussit à s'imposer comme pacha après un conflit sanglant qui l'a opposé à son oncle Sélim Ier Jakéli, pacha de 1690 à 1701, et au fils de ce dernier, son cousin Aslan II Jakéli, pacha de 1705 à 1708 et de 1716 à 1718.
Fidèle vassal des Ottomans, Ishaq Ier participe à la conquête de la Géorgie orientale (Karthli et Kakhétie) par les Ottomans en 1723/1724. Après la mort du roi Jessé Ier de Karthli Moustapha Pacha en 1727, il devient le gouverneur de la province de 1727 à 1736. Il impose des taxes exorbitantes et favorise l'islamisation de la population.
Le retour offensif des Perses sous la conduite du futur Nâdir Shâh le chasse de la Géorgie orientale. Le 17 septembre 1734, il rend la citadelle de Tiflis et, en 1736, il est remplacé par un Bagratide lui aussi converti à l'islam, Artchil II Abdallah Beg.
Destitué, Ishaq Ier Jakéli retourne dans le Samtskhé où il abdique en faveur de son fils Yousouf III Jakéli (1737 à 1744). À la mort de celui-ci, Ishaq Jakéli redevient pacha jusqu'à sa propre mort en 1750. Il est le dernier pacha héréditaire d'Akhaltsikhé de la famille Jakéli avant l'annexion de la province à l'Empire ottoman.

## Sources
- Cyrille Toumanoff, Les dynasties de la Caucasie chrétienne de l'Antiquité jusqu'au XIXe siècle : Tables généalogiques et chronologiques, Rome, 1990, p. 218-219 et 553.
- Marie-Félicité Brosset, Histoire de la Géorgie, tome II : Histoire moderne de la Géorgie, réédition Adamant Media Corporation  (ISBN 0543944808), « Chronique de Sekhnia Tchkeidzé », p. 7-54.